# Poul Jørgensen
Poul Preben Jørgensen, född 17 februari 1892, död 6 oktober 1973, var en dansk gymnast.
Jørgensen tävlade för Danmark vid olympiska sommarspelen 1912 i Stockholm, där han var med och tog brons i lagtävlingen i fritt system. 